# Мамоново (Одинцовский район)
Мамо́ново — деревня в Одинцовском районе Московской области, входит в городское поселение Одинцово, население (2006) — 703 человека.
Деревня расположена в шести километрах от МКАД по автодороге А100 Москва — Можайск.

## Ближайшие населённые пункты
Мамоново расположено на восточной окраине города Одинцово, сливаясь с ним. На севере Мамоново граничит с деревней Лохино и садовыми товариществами «Луч» и «Памяти Революции 1905 года». В километре к северо-востоку расположены микрорайон «Кутузовский» и посёлок Трёхгорка.

## Население
| 2002 | 2006 | 2010 |
| ---- | ---- | ---- |
| 703  | →703 | ↗765 |

## Транспорт
Через Мамоново проходит Можайское шоссе. Благодаря своему местоположению, Мамоново связано с Одинцовом и Москвой многочисленными автобусными маршрутами, совершающими рейсы из Москвы в Одинцово и Звенигород.
Непосредственная близость к железной дороге Смоленского направления (платформа Баковка к югу от деревни) определила возможность совершения поездок на электропоездах.